# Invincibili (programma televisivo)
Invincibili è stato un programma televisivo andato in onda in prima serata per quattro puntate dall'8 al 29 giugno 2011 dopo una puntata pilota andata in onda il 21 dicembre 2010. Il programma è tornato in onda in replica in seconda serata dal 5 ottobre al 23 novembre 2011, in onda su Italia 1
Il programma nasce come spin-off di Invisibili, ed in ogni puntata racconta le vicende di persone che hanno avuto la forza ed il coraggio di ritornare a vivere dopo eventi drammatici che li hanno segnati irrimediabilmente a livello fisico o a livello psicologico. In ogni puntata vengono inoltre raccontate altre vicende di ampio respiro nazionale e internazionale come ad esempio il Terremoto dell'Aquila del 2009,
Nel programma compare per la prima volta in tv Bebe Vio, che racconta la sua storia insieme alla sua famiglia.
Durante il programma in studio vengono, sottolineati alcuni momenti della trasmissione con passaggi tratti da opere letterarie o di brani musicali, interpretati da ospiti presenti in studio, fra cui Toni Capuozzo, Erri De Luca o Omar Pedrini.
Invincibili, format originale prodotto da Zodiak Media Group per la Rete Italia 1 del Gruppo Mediaset.
condotto da: Marco Berry 
Regia di: Antonio Monti studio, Giuseppe Ghinami esterne.
a cura di Kaethy Manuel per Zodiak Media Group;
a cura di Simona Raya per Mediaset;
autori: Ade Capone, Mario Luridiana; Chiara Parodi. 

## Ascolti

### Puntata pilota
| Data             | Telespettatori | Share |
| ---------------- | -------------- | ----- |
| 21 dicembre 2010 | 1.624.000      | 7,36% |

### Prima edizione
| Data           | Telespettatori | Share |
| -------------- | -------------- | ----- |
| 8 giugno 2011  | 1.749.000      | 8,22% |
| 15 giugno 2011 | 1.362.000      | 6,76% |
| 22 giugno 2011 | 1.428.000      | 7,22% |
| 29 giugno 2011 | 1.122.000      | 6,12% |